# Тепличное (Северо-Казахстанская область)
Тепличное (каз. Тепличное) — село в Кызылжарском районе Северо-Казахстанской области Казахстана. Входит в состав Прибрежного сельского округа. Код КАТО — 595059200.
Восточнее села находится озеро Пёстрое.

## Население
В 1999 году население села составляло 438 человек (209 мужчин и 229 женщин). По данным переписи 2009 года, в селе проживало 504 человека (233 мужчины и 271 женщина).